# Манович, Лев Захарович
Лев Заха́рович Мано́вич (род. 1960) — автор книг по теории цифровой культуры и новых медиа, профессор компьютерных наук Городского университета Нью-Йорка, профессор Европейской Высшей школы в Зас-Фе (Швейцария), профессор Института медиа, архитектуры и дизайна «Стрелка» (Москва). Работа Мановича посвящена цифровым гуманитарным наукам, визуальнoй культурe, теории новых медиа и медиаискусству, и исследованиям софта.
В 2007 году Лев Манович создал исследовательскую лабораторию Software Studies Initiative, которая стала первым центром компьютерного анализа массивных объёмов изображений и видео. Лаборатория Мановича принимала участие в визуализации культурных данных для Google, Публичной библиотеки Нью-Йорка и MoMA.
В 2016 году лаборатория получила новое название: Лаборатория культурной аналитики.

## Биография
Лев Манович родился в Москве, в семье участника Великой Отечественной войны, невропатолога, доктора медицинских наук Захара Хаимовича Мановича (1925—1999) и Натальи Григорьевны Манович (урождённой Темчиной, 1928—2017). Изучал живопись, архитектуру, информатику и семиотику. В 1981 году, после нескольких лет занятий искусством, эмигрировал в США, поселился в Нью-Йорке. От статичного изображения и физического трёхмерного пространства интерес Мановича постепенно смещался в сторону виртуального пространства, движущегося изображения и использования компьютеров в медиа.
В Нью-Йорке Манович окончил магистратуру по экспериментальной психологии (1988) и работал с компьютерной 3D-анимацией с 1984 по 1992 год. В 1993 году получил степень Ph.D. по направлению «Визуальные и культурные исследования» в Университете Рочестера. Его диссертация «Проектирование видения: от конструктивизма до компьютеров» (The Engineering of Vision from Constructivism to Computers) прослеживает связь авангарда 1920-х годов с зарождением компьютерных медиа.
С 1984 года Манович работал с компьютерными медиа в качестве художника, аниматора, дизайнера и программиста. Среди его художественных работ: Little Movies, первый проект в сфере цифрового кино, созданный для Web (1994—1997); Freud-Lissitzky Navigator, концептуальная программа для навигации по истории XX века (1999), и стриминг-роман Anna and Andy (2000). Также известны статьи Мановича «Новые медиа от Борхеса до HTML» (New Media from Borges to HTML) (2001) и «База данных как символическая форма» (Database as Symbolic Form) (1998). В последней статье он объясняет причины популярности баз данных, сопоставляя их с понятиями алгоритмов и нарратива. Его работы были показаны на ключевых выставках медиаискусства. В 2002 году Институт современного искусства в Лондоне представил мини-ретроспективу его работ под названием «Лев Манович: приключения цифрового кино» (Lev Manovich: Adventures of Digital Cinema).
Лев Манович преподаёт медиаискусство с 1992 года. В качестве приглашённого профессора читал курсы в Калифорнийском институте искусств, Калифорнийском университете в Лос-Анджелесе (UCLA), Амстердамском и Стокгольмском университетах, а также в Университете искусства и дизайна в Хельсинки. В 1993 году студенты его класса цифрового кино в UCLA основали Пост-кинематографическое общество, которое организовало несколько фестивалей цифрового кино. В их основу легли некоторые идеи Мановича о новых медиа, например, идея кино баз данных (database cinema).
В 2007 году Манович основал Software Studies Initiative. В 2016 году лаборатория получила новое название: Лаборатория культурной аналитики. Лаборатория использует методы анализа больших данных для исследования современных культурных тенденций. Сегодня люди по всему миру создают, обмениваются и взаимодействуют с миллиардами изображений и видео каждый день. Участники лаборатории считают, что исследования культуры сегодня не могут игнорировать этот факт, поэтому, чтобы видеть и анализировать культуру сегодня, необходимо создавать новые методы её визуализации. Лаборатория культурной аналитики объединяет визуализацию данных, дизайн, машинное обучение и статистику с концепциями гуманитарных и общественных наук и медиаисследований.

## Книги и проекты
В 2017 году вышла первая книга Льва Мановича на русском языке — сборник статей «Теории софт-культуры».

### Теории софт-культуры (2017)
В книге собраны ключевые статьи Льва Мановича, написанные между 1999 и 2015 годами. В них автор осмысляет новые медиа в контексте истории искусств, кино, массмедиа и дизайна и ставит вопрос о том, как «культурный софт» и «информационная эстетика» меняют наши поведенческие стратегии и способы восприятия. Манович рассуждает о том, могут ли новые технологии сделать видимыми невидимые слои современной культуры и как это изменит наше представление о культуре и о нас самих. Отдельное внимание в книге уделено вопросу об использовании больших данных и методов точных наук для изучения содержания социальных сетей и культурных архивов.
Содержание книги:
Предисловие автора
I. Новые медиа
Принципы новых медиа
Постмедиальная эстетика
Медиа в эпоху софта
II. Инфоэстетика и исследования софта
Культурные формы информационного общества
Алгоритмы нашей жизни
III. Культурная аналитика
Музей без стен, история искусств без имён
Анализ данных и история искусств
Исследуя городские социальные медиа
Наука о культуре?

### Software Takes Command (2013)
Сегодня софт заменил широкий спектр физических, механических и электронных технологий, используемых до XXI века для создания, хранения, распространения культурных артефактов и взаимодействия с ними. Он стал нашей связью с миром, с другими, с нашей памятью и нашим воображением — универсальным языком, на котором мир говорит, и универсальным двигателем, с помощью которого он работает. В книге Software Takes Command Лев Манович разрабатывает собственную теорию софта, рассматривая его влияние на практику и само понятие «медиа».
Книга является частью серии «Международные тексты по критической медиаэстетике», созданной Франциско Рикардо.

### Soft Cinema (2002—2005)
Soft Cinema — кино, в котором человеческая субъективность и различные варианты выбора, сделанные пользовательским софтом, объединились, чтобы создать фильмы, которые могут воспроизводиться бесконечно, никогда в точности не показывая одни и те же последовательности изображений, компоновки экрана и повествований. Soft Cinema сделан в соавторстве с медиахудожником и дизайнером Андреасом Кратки (англ.).

### The Language of New Media (2001)
В этой книге Лев Манович предлагает первую системную теорию новых медиа, рассматривая их в рамках истории визуальной и медиакультуры последних нескольких веков. Он описывает зависимость новых медиа от конвенций старых и показывает, как медиа работы создают иллюзию реальности, обращаются к зрителю и представляют пространство. Автор также анализирует уникальные для новых медиа категории и формы, такие как интерфейс и база данных.
Манович использует концепции теории кино, истории искусства, литературной теории и компьютерных наук, а также разрабатывает новые теоретические понятия, такие как культурный интерфейс, пространственный монтаж и кинегратография. Теория и история кино играют особенно важную роль в этой книге..

## Другие книги Льва Мановича
- Tekstura: Russian Essays on Visual Culture, редактор; совместно с Аллой Ефимовой (Chicago: University of Chicago Press, 1993).
- Info Aesthetics, a semi-open source book/Web site in progress. Проект стартовал в августе 2000, последнее обновление в октябре 2001.
- Soft Cinema, при участии Андреаса Ангелидакиса, Джейсона Данцигера, Андреаса Кратки и Рут М. Лоренц (Karlsruhe: ZKM Center for Art and Media Karlsruhe, 2002).
- The Language of New Media (Cambridge, Mass.: MIT Press, 2001).
- Black Box — White Cube, перевод на немецкий Рональда Вуллие (Berlin: Merve Verlag, 2005) (на немецком)
- Soft Cinema: Navigating the Database, DVD с цветным буклетом. Совместно с Андреасом Кратки (Cambridge, Mass.: MIT Press, 2005).
- Software Culture, перевод на итальянский Маттео Тарантино (Milano: Edizioni Olivares, 2010) (на итальянском)
- Software Takes Command (New York: Bloomsbury Academic, 2013).
- Instagram and Contemporary Image (опубликовано в интернете под лицензией Creative Commons, 2016—2017).
- AI Aesthetics (Moscow: Strelka Press, 2018).